# گوگنهایم
گوگنهایم (به فرانسوی: Gougenheim) یک کمون در فرانسه با جمعیت ۴۷۷ نفر است که در Canton of Truchtersheim واقع شده‌است.